# 因美纳
因美纳（英語：Illumina）是美国的一家生物科技公司，成立于1998年，总部设于加利福尼亚州圣地亚哥。它在巴西、英国、荷兰、中国、新加坡、日本、澳大利亚也设有分部。其员工超过3000人，2013年总收入达14.2亿。该公司专注于生物信息分析，提供有关SNP基因分型、拷贝数变异（CNV）、基因组测序、DNA甲基化研究、转录组分析、基因表达谱分析相关的服务。如今的Illumina已经占有了基因组测序领域70%的市场份额，在2014年还被《MIT技术评论》选为年度50家最聪明公司第一位。

## 历史

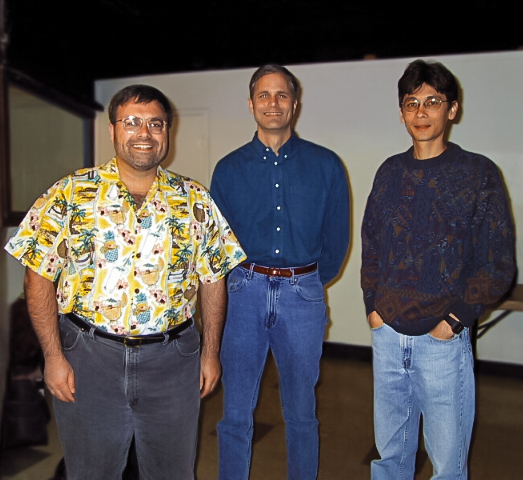
1998年夏天创始人在公司

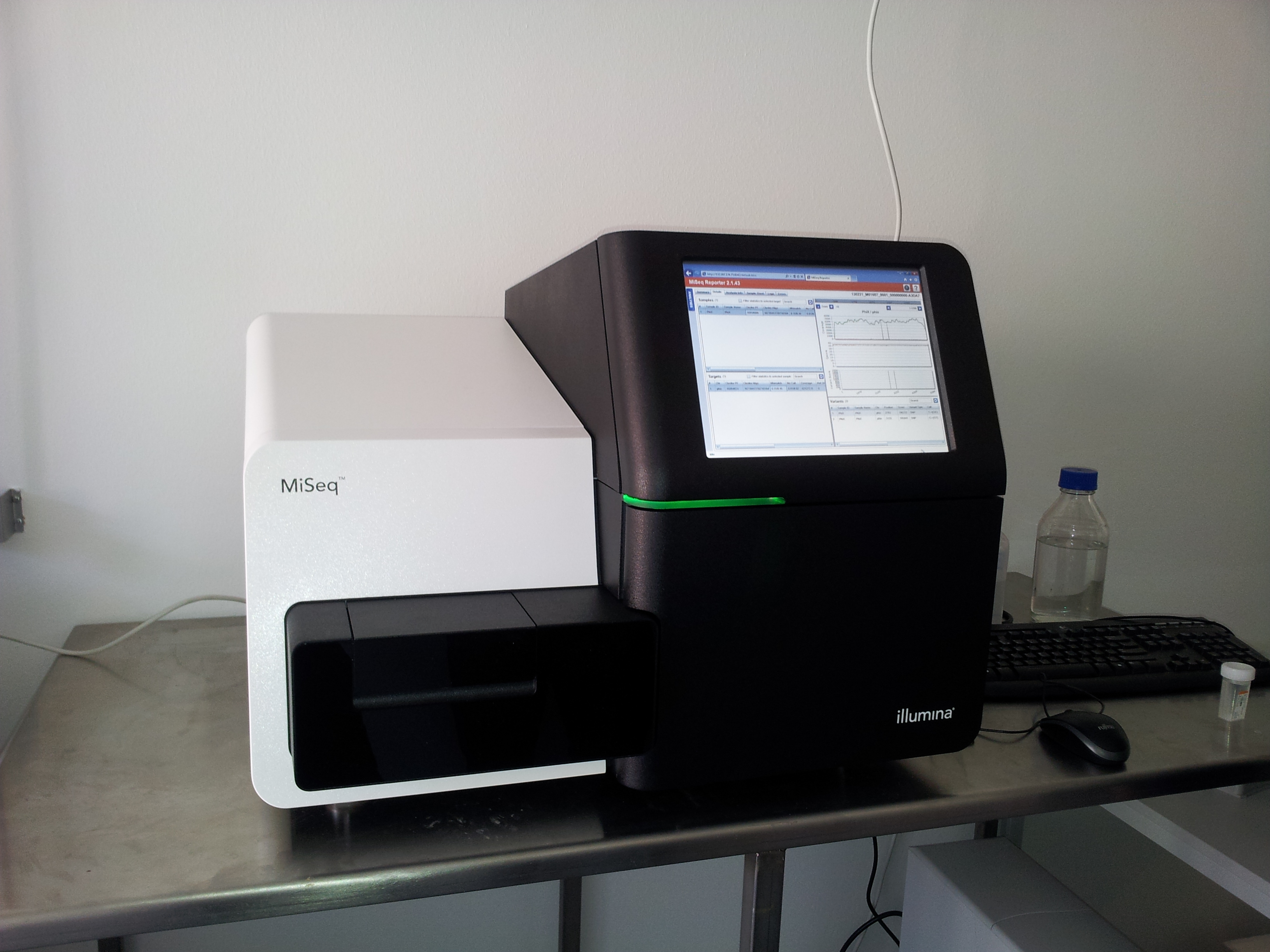
DNA测序仪器

Illumina由David Walt，Larry Bock，John Stuelpnagel，Anthony Czarnik和Mark Chee于1998年4月创立。在与风险投资公司CW Group合作时，Bock和Stuelpnagel在塔夫茨大学发现了Illumina的BeadArray技术，并就该技术的独家许可进行了谈判。1999年，Illumina收购了Spyder Instruments（由Michal Lebl，Richard Houghten和Jutta Eichler创立），用于高通量合成技术。Illumina于2000年7月完成首次公开募股。
Illumina 于2001年开始提供单核苷酸多态性（SNP）基因分型服务，并于2002年推出了第一个使用GoldenGate基因分型技术的系统Illumina BeadLab。Illumina目前提供基于微阵列的产品和服务，用于扩展遗传分析测序，包括SNP基因分型，基因表达和蛋白质分析。Illumina的技术被广泛的学术，政府，制药，生物技术和全球其他领先机构所采用。
2007年1月26日，Illumina完成对Solexa公司的收购.Solexa于1998年6月由尚卡尔·巴拉苏布拉马尼安和戴维·克莱纳曼成立，负责开发和商业化由剑桥大学创始人发明的基因组测序技术。Solexa INC成立于2005年，当时Solexa Ltd变成了海沃德的 Lynx Therapeutics。Illumina还使用了DNA集落测序技术，该技术由Pascal Mayer和Laurent Farinelli于1997年发明，并于2004年被Solexa从Manteia Predictive Medicine公司收购。它被用于进行一系列分析，包括全基因组重测序，基因表达分析和小核糖核酸（RNA）分析。
2009年6月，Illumina宣布推出自己的个人全基因组测序服务，深度为30X，每个基因组48,000美元（约329,601元人民币），一年后将价格降至19,500美元。截至2011年5月，Illumina将价格降至4,000美元。
截至2010年，Illumina仅销售标记为“仅供研究使用”的仪器; 2010年初，Illumina获得了FDA批准其BeadXpress系统用于临床试验。这是该公司当时开设自己的CLIA实验室并开始提供临床基因检测的战略的一部分。
2011年1月11日，Illumina公司收购总部设在威斯康星州麦迪逊的震中生物技术。
2012年1月25日，罗氏公司试图收购Illumina公司，但遭到拒绝。
2014年，该公司发布了一项价值数百万美元的产品HiSeq X Ten，它预测将提供1000美元/基因组的大规模全基因组测序。该公司声称，截止到当时，40台这样的设备能比其他所有设备家加起来测的全基因组顺序都要多2014年1月，Illumina已经拥有70％的基因组测序机市场。Illumina的机器拥有所有DNA数据的90％以上。
2016年7月5日，Jay Flatley自1999年以来一直担任首席执行官，担任董事会执行主席。Francis deSouza担任总裁兼首席执行官，并继续担任Illumina董事会成员。
2015年底，Illumina出售了GRAIL公司，专注于血液中癌症肿瘤的血液检测。该公司计划在2017年筹集10亿美元的第二轮融资，并获得比尔·盖茨和杰夫·贝索斯投资1亿美元的A轮融资的资金，并且Illumina在Grail保持20％的持股比例。该公司正在与明尼苏达州和威斯康星州的定期乳房X光检查中的超过120,000名妇女进行血液测试，并与梅奥诊所合作。Grail公司使用Illumina测序技术进行测试。该公司计划到2019年推出测试，每个人的成本为500美元。
2025年2月4日，因美纳被中国商务部列入不可靠实体清单，以抗衡特朗普政府对中国加征10%关税。同年3月4日，针对特朗普政府再对中国加征10%关税，中国商务部对因美纳采取禁止其向中国出口基因测序仪的措施。